# Навчальна група
Навчальна група — це асоціація учнів, які зазвичай розробляють або поглиблюють зміст навчання самостійно і спільно. У навчальній моделі дидактичного восьмикутника навчальна група є одним з восьми параметрів, які повинні бути враховані при підготовці уроків на так званій «особистій осі», прямо навпроти інструктора.
Навчальні групи сьогодні використовуються практично у всіх освітніх процесах: школі, професійному навчанні, вищій школі, подальшій освіті, освіті дорослих тощо. 
У сучасних концепціях навчальні групи по суті повністю або частково замінюють уроки. Роль «вчителя» - це роль фасилітатор. "Студенти" навчаються автономно і спільно. 